# Dworczany (sielsowiet Łyntupy)
Dworczany (biał. Дварчаны; ros. Дворчаны) – wieś na Białorusi, w obwodzie witebskim, w rejonie postawskim, w sielsowiecie Łyntupy.

## Historia
W czasach zaborów folwark i osada młyńska w gminie Łyntupy, w powiecie święciańskim Imperium Rosyjskiego. W 1905 roku folwark liczył 8 mieszkańców, 83 dziesięciny, własność Byszewskiego; osada młyńska liczyła 6 mieszkańców, 1 dziesięcinę, własność Byszewskiego.
W dwudziestoleciu międzywojennym wieś leżała w Polsce, w województwie wileńskim, w powiecie święciańskim, w gminie Łyntupy.
W 1931 w 9 domach zamieszkiwało 48 osób.
Miejscowość należała do parafii rzymskokatolickiej w Łyntupach. Podlegała pod Sąd Grodzki w Łyntupach i Okręgowy w Wilnie; właściwy urząd pocztowy mieścił się w Łyntupach.
W wyniku napaści ZSRR na Polskę we wrześniu 1939 miejscowość znalazła się pod okupacją sowiecką. 2 listopada została włączona do Białoruskiej SRR. Od czerwca 1941 roku pod okupacją niemiecką. W 1944 miejscowość została ponownie zajęta przez wojska sowieckie i włączona do Białoruskiej SRR.